# Paul Ende
Paul Ende (* 31. Oktober 1874 in Ostritz; † 23. Februar 1957 in Forchheim) war ein deutscher Politiker der DDP.
Nach dem Abitur studierte Ende ab 1893 in Leipzig evangelische Theologie. Er legte 1896 die erste und 1898 die zweite theologische Prüfung ab. Ein Jahr später folgte auch noch die pädagogische Prüfung für das höhere Lehramt. Im Jahre 1900 wurde er zum Pfarrer ordiniert.
Ende gehörte vom 22. Juni 1919, als er für Oscar Günther nachrückte, bis 1920 der Weimarer Nationalversammlung an.